# Polyxó (manželka Tlépolemova)
Polyxó, starořecky Πολυξώ, je v řecké mytologii žena z Argu a manželka Tlépolema, syna Hérakla a vůdce Rhodských, jenž zahynul v trójské válce.
Pausaniás ve své Cestě po Řecku zmiňuje rhodské podání o tom, že Helena byla po smrti Meneláově ze Sparty vypuzena Nikostratem a Megapenthem. Uchýlila se na Rhodos k Polyxó, své přítelkyni. Polyxó se na ostrov dostala se svým manželem, jehož doprovázela do vyhnanství, a ostrovu v době Helenina příchodu vládla za svého nedospělého syna. Protože však vinila Helenu za smrt svého manžela, poslala na ni své služky přestrojené za Erínye, když se právě koupala, a ty ji oběsily na stromě. Tak byla vysvětlována existence svatyně Heleny Dendritis „stromové“ na Rhodu.
Odlišně podává tento příběh Polyainos ve svých Strategematech, podle jeho podání se odehrál v době, kdy se Helena vracela s Meneláem z Egypta a byli nuceni přistát na Rhodu. Polyxó v té době zrovna držela smutek za svého manžela padlého ve válce, a když slyšela o příjezdu páru, rozhodla se Tlépolema pomstít. Poté se vydala k jejich lodi v čele rhodských mužů i žen ozbrojených pochodněmi a kameny. Jelikož vítr neumožňoval lodi odplout, Meneláos schoval Helenu do podpalubí a přestrojil za ni jednu z jejích nejkrásnějších služebných. Ta pak byla ubita Rhodskými a loď se skutečnou Helenou mohla nakonec odplout.